# Bushiroad
Bushiroad Inc. (株式会社ブシロード, Kabushiki gaisha Bushirōdo) est une société de divertissement japonaise créée en mai 2007 par Takaaki Kidani (en). Elle produit notamment des jeux de cartes à collectionner et édite des jeux mobiles ; elle participe également à la réalisation de produits dérivés (mangas, animes, figurines, etc.) de ses franchises.
La société organise aussi des tournois de ses différents jeux dans le monde entier. Elle possède un grand nombre de distributeurs officiels pour la prise en charge des marchandises, le soutien aux tournois et l'organisation de programmes spéciaux. L'entreprise est en relation avec un grand nombre de magasins proposant ses produits et principalement aux États-Unis, en Australie, au Canada, en Chine, en France, en Allemagne, au Royaume-Uni, en Colombie et à Hong-Kong.

## Description

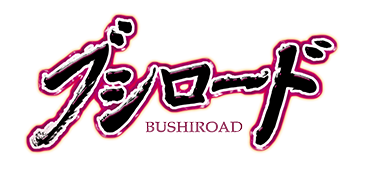
Logo de la société jusqu'en juin 2017.

Le fondateur et ancien président de Broccoli, Takaaki Kidani (en), a créé Bushiroad Inc. le 18 mai 2007 pour développer et vendre des jeux de cartes. Le nom de la société est basé sur le projet multimédia Neppu Kairiku Bushi Road (ja) auquel Kitani travaillait dessus quand il était chez Brocoli mais qui a été interrompu pour diverses raisons ; la société a été nommée telle quelle car Takaaki Kidani estimait « qu'il est regrettable que Bushi Road n'ait pas encore été reçu d'adaptation anime », dont il a réussi à obtenir le consentement des parents de Nao Yoshida, décédé subitement en 2004 alors qu'il était l'une des personnes impliquées dans le projet.
Le 6 mars 2009, la création de la première entreprise Hibiki (響) (devenu Bushiroad Media) marque l'entrée du groupe dans les affaires de webradio et de gestion des talents.
En novembre 2010, Bushiroad South East Asia Pte., Ltd. (actuellement Bushiroad International Pte. Ltd.), la filiale à Singapour, a été créée en tant que première entreprise étrangère du groupe permettant la gestion globale de ses activités à l'étranger. Kidani assure la direction du groupe à partir de cette filiale à laquelle il est le dirigeant depuis août 2014. Une deuxième filiale étrangère, Bushiroad USA Inc., est ouverte à Los Angeles aux États-Unis le 18 mai afin de répondre davantage à la demande et à l'augmentation de l'intérêt porté aux jeux de cartes dans la région. Le groupe s'introduit également sur le marché européen en octobre 2014 avec la création de la filiale allemande, Bushiroad Europe GmbH, avant de se retirer avec la dissolution de l'entreprise en août 2019,.
Le 27 décembre 2011, Naka Planning Inc. (有限会社ナカ企画), qui était une société de gestion d'actifs pour Kidani et détenait 100% du capital de Bushiroad, change de dénomination sociale en Bushiroad Group Publishing Inc. (ja) (株式会社ブシロードグループパブリッシング, Bushiroad GP), devenant ainsi la société holding du groupe et place Bushiroad comme la principale entreprise. Bushiroad GP rachète à Yuke's la New Japan Pro-Wrestling le 31 janvier 2012.
Le 1er octobre, la société a créé Hibiki Music Inc. (株式会社響ミュージック) (devenu Bushiroad Music Inc.) et s'est lancée dans le secteur de la musique. Avec la transition de ses activités initiales de webradio et de gestion des talents qui tend vers celles d'une agence de communication, la première société Hibiki change de dénomination sociale en Bushiroad Media le 1er juin 2013. Au cours de la même année, Bushiroad a fusionné avec Bushiroad GP, et devient la société mère du groupe.
Alcard Inc. est créée le 27 février 2015 en tant que grossiste spécialisé dans les produits de Bushiroad, et entre par la suite dans le groupe sous le nom de Bushiroad Creative Inc. avec la participation de Bushiroad dans le capital de l'entreprise en mai 2016.
L'intérêt porté autour de l'industrie du spectacle du kick-boxing s'est concrétisé par la fondation de Kixroad Inc. en août 2016, dont on lui confie la gestion de la fédération de kick-boxing Knock Out, également créée à l'occasion.
Un accord de collaboration commerciale avec GREE est conclu le 15 septembre 2016, dont GREE a entrepris une attribution de capital à des tiers mise en œuvre par Bushiroad et a investi environ 2 milliards de yens (avec une participation de plus de 10%). En conséquence, les propriétés intellectuelles de Bushiroad sont utilisées pour développer conjointement des applications et jeux mobiles et collaborer dans le secteur du contenu.
Le 29 septembre, la seconde entreprise Hibiki est créée. Elle est devenue Bushiroad Move en février 2020.
À partir du 1er juillet 2017, le groupe change de logo pour commémorer son 10e anniversaire (avec la marque B qui est appliquée aux sociétés du groupe nommées Bushiroad sous de différentes couleurs. La société mère et ses filiales étrangères sont en rouges, les Music en bleu ciel, Creative en vert, Media en orange, Fight en doré et Move en bleu),.
En octobre 2017, Yoshitaka Hashimoto est nommé à la tête du groupe Bushiroad après que Kidani ait décidé de se retirer de la direction pour être le directeur du département des contenus numériques et du département de la communication et des relations publiques ainsi que directeur général de Music.
Le 1er juillet 2019, un partenariat est conclu entre Kinema Citrus, Kadokawa et Bushiroad pour la production d'anime ; dans cette continuité, Kinema Citrus a annoncé le 12 décembre 2019 que les deux autres sociétés partenaires avaient chacun acquis 31,8% de ses actions, les 36,4% restants sont gardés par son PDG, Muneki Ogasawara.
Le groupe est officiellement coté sur le marché principal de la bourse de Tokyo le 29 juillet 2019,,.
En octobre 2019, Bushiroad a acquis une partie des actions de la chaîne de centres de remise en forme Sopratico et a formé un partenariat avec le théâtre de marionnettes Gekidan Hikōsen (ja) ; en février 2020, les deux entreprises deviennent des filiales consolidées du groupe,.
Il est annoncé le 17 octobre 2019 que la fédération de catch féminine World Wonder Ring Stardom est rachetée par Bushiroad dont l'acquisition est finalisée le 1er décembre 2019. Elle intègre la filiale Kixroad, dont la dénomination sociale est également modifiée en Bushiroad Fight.
En décembre 2019, un partenariat est annoncé entre le studio d'animation 3D Sanzigen et Bushiroad dont ce dernier a acquis 8,2% des actions du studio.
En juin 2020, le groupe a racheté 50% des actions de Lingua Franca, une filiale de IG Port exploitant Manga Doa, un portail de distribution numérique de mangas.
En août 2020, il a été révélé que Bushiroad est devenu l'actionnaire majoritaire du site d'actualité Social Game Info, qui entre dans le groupe en tant que filiale consolidée en septembre 2020,.